# Christian Clemenson
Christian Clemenson (* 17. März 1958 in Humboldt, Iowa) ist ein US-amerikanischer Film- und Fernsehschauspieler.

## Leben
Er verließ die Yale School of Drama im Jahr 1984 und begann seine Schauspielkarriere. Er hatte immer wieder Haupt- und Nebenrollen in kleinen, eher unbekannten Filmen, Gastauftritte in Serien wie CSI: Miami, Buffy – Im Bann der Dämonen oder Veronica Mars, gelegentlich jedoch auch Nebenrollen in bekannteren Filmen wie Armageddon oder The Big Lebowski. Einem breiten Publikum ist er erst durch die erfolgreiche US-amerikanische Justizserie Boston Legal bekannt geworden, in der er den Anwalt Jerry Espenson verkörpert, der Asperger-Autist ist. Ab der zweiten Staffel hatte er Gastauftritte, ab der vierten Staffel gehörte er zur Stammbesetzung der Serie. Ihn verbindet eine „Sandkastenfreundschaft“ mit seinem Boston-Legal-Kollegen James Spader. Beide standen bereits 1990 gemeinsam in dem Film Todfreunde – Bad Influence vor der Kamera. Im Februar 2012 wurde er für Joe Johnstons Thriller Not Safe for Work besetzt.

## Filmografie (Auswahl)
- 1985: Golden Girls (The Golden Girls, Fernsehserie, Episode 1x03 ‘Der Einbruch’)
- 1986: Hannah und ihre Schwestern (Hannah and her Sisters)
- 1986: Sodbrennen (Heartburn)
- 1986: Staatsanwälte küsst man nicht (Legal Eagles)
- 1987: Die schwarze Witwe (Black Widow)
- 1987: Nachrichtenfieber – Broadcast News (Broadcast News)
- 1987: Independence
- 1987: Making Mr. Right – Ein Mann à la Carte (Making Mr. Right)
- 1987: Nicht jetzt, Liebling (Surrender)
- 1988: 21 Jump Street – Tatort Klassenzimmer (21 Jump Street, Fernsehserie, Episode 2x19)
- 1988: Daddy’s Boys
- 1988: Inferno auf Rampe 7 (Disaster at Silo 7)
- 1990: Todfreunde – Bad Influence (Bad Influence)
- 1990: Capital News (Fernsehserie, 13 Episoden)
- 1991: König der Fischer (The Fisher King)
- 1992: Ein ganz normaler Held (Hero)
- 1993–1994: Die Abenteuer des Brisco County jr. (The Adventures of Brisco County, Jr., Fernsehserie, 27 Episoden)
- 1993: Josh and S.A.M.
- 1993: … und das Leben geht weiter (And the Band Played On)
- 1995: Apollo 13
- 1995: Murder One (Fernsehserie, Episode 1x13)
- 1998: Fast Helden (Almost Heroes)
- 1998: Armageddon – Das jüngste Gericht (Armageddon)
- 1998: Mein großer Freund Joe (Mighty Joe Young)
- 1998: The Big Lebowski
- 1999: Get The Dog – Verrückt nach Liebe (Lost & Found)
- 2001: The District – Einsatz in Washington (The District, Fernsehserie, Episode 2x03)
- 2002: Ally McBeal (Fernsehserie, Episode 5x14)
- 2004–2005: Veronica Mars (Fernsehserie, 4 Episoden)
- 2005: CSI: Vegas (CSI: Crime Scene Investigation, Fernsehserie, Episode 5x21)
- 2005–2008: Boston Legal (Fernsehserie, 50 Episoden)
- 2006: Crossing Jordan – Pathologin mit Profil (Crossing Jordan, Fernsehserie, Episode 5x19)
- 2006: Flug 93 (United 93)
- 2009: Emergency Room – Die Notaufnahme (ER, Fernsehserie 15x19)
- 2009–2012: CSI: Miami (Fernsehserie, 52 Episoden)
- 2009: Navy CIS (NCIS, Fernsehserie, Episode 6x20)
- 2009: The Mentalist (Fernsehserie, 2 Episoden)
- 2010: Grey’s Anatomy (Fernsehserie, Episode 7x04)
- 2011: J. Edgar
- 2011: The Glades (Fernsehserie, Episode 2x09)
- 2012: Harry’s Law (Fernsehserie, 5 Episoden)
- 2013: Shameless (Fernsehserie, 2 Episoden)
- 2013: Mike & Molly (Fernsehserie, Episode 4x05)
- 2014–2017: Turn: Washington’s Spies (Fernsehserie, 7 Episoden)
- 2014: Blutiger Auftrag – Es gibt kein Entkommen (Not Safe for Work)
- 2014: Californication (Fernsehserie, Episode 7x09)
- 2014: Manhattan (Fernsehserie, Episode 1x04)
- 2014: Legends (Fernsehserie, 3 Episoden)
- 2015: Masters of Sex (Fernsehserie, Episode 3x04)
- 2016: American Crime Story (Fernsehserie, 5 Episoden)
- 2016: Live by Night
- 2017: Colony (Fernsehserie, 10 Episoden)
- 2017: Lifeline (Fernsehserie, Episode 1x02)
- 2019: 9-1-1 (Fernsehserie, Episode 2x15)
- 2019: Law & Order: Special Victims Unit (Fernsehserie, Episode 21x04)
- 2021: The Good Doctor (Fernsehserie, Episode 4x12)
- 2021: Ted Bundy: No Man of God (No Man of God)
- 2021: Malignant
- 2022: Julia (Fernsehserie, 2 Episoden)
- 2024: To the Moon (Fly Me to the Moon)

## Auszeichnungen und Nominierungen
Emmy
Gewonnen
- 2006: Outstanding Guest Actor in a Drama Series für seine Rolle als Jerry Espenson in Boston Legal

Nominiert
- 2007: Outstanding Guest Actor in a Drama Series für seine Rolle als Jerry Espenson in Boston Legal
- 2009: Outstanding Supporting Actor in a Drama Series für seine Rolle als Jerry Espenson in Boston Legal